# Economia Paraguayului
În structura economică a Paraguayului cea mai importantă cotă o are sectorul agricol care a contribuit cu 27% la PIB, în anul 2006. Contribuția comerțului era de 20,2 %, sectorul serviciilor, inclusiv cel guvernamental 38,4%. Sectorul industrial (incusiv mineritul și construcțiile) era aprox. 20% 
După perioada de criză economică 1999 -2002, sa înregistrat o ușoară creștere, între 2,9% și 4,1% pe an. Inflația în 2007 a atis 6%.
Majoritatea interprinderilor sunt mici, micro sau individuale, incluzând ocupații de subzisneță cum ar fi vânzători stradali. Doar 4% din angajații paraguayeni lucreză în companii mai mari de 50 oameni. 
În Iunie 2007 datoriile externe erau de US$ 2154 miliarde.